# M1128 (артиллерийский снаряд)

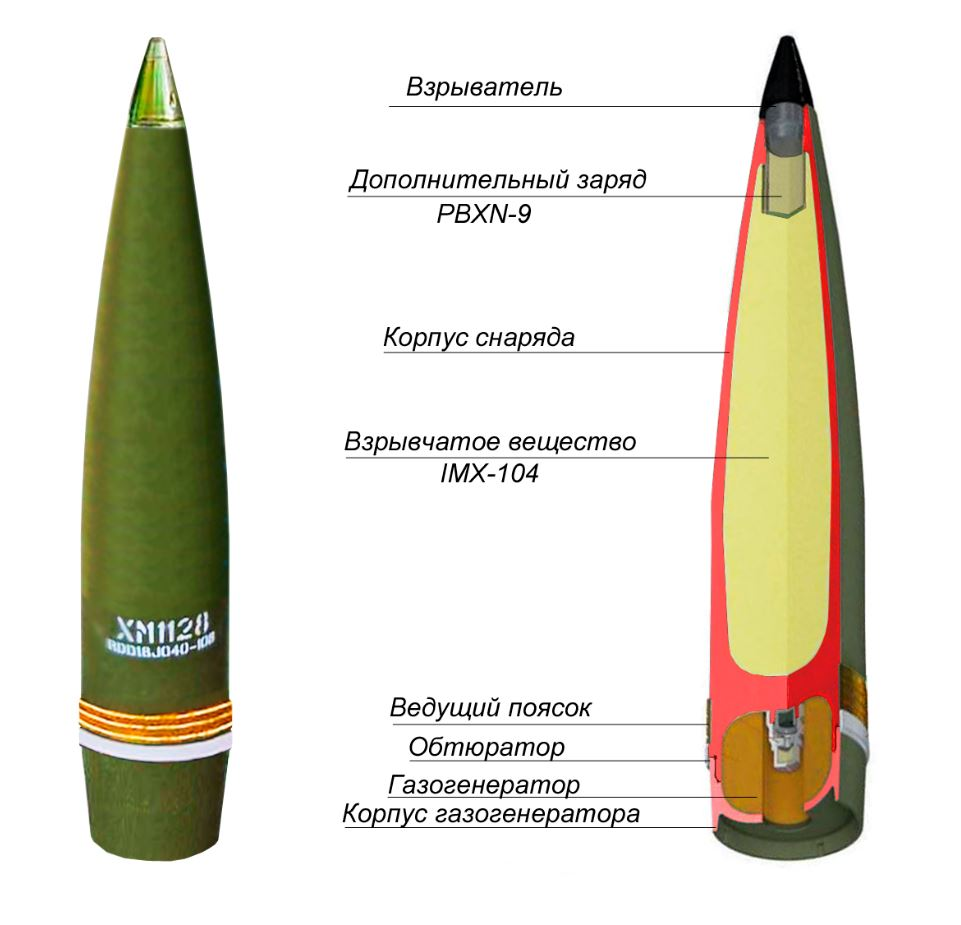
Снаряд M1128. Внешний вид и устройство

M1128 — перспективный осколочно-фугасный снаряд армии США для гаубиц калибра 155 мм. Разработан в качестве замены устаревшего снаряда M795. С начала 2023 года находится в процессе постановки на серийное производство.

## История
Программа по созданию снаряда с большей дальностью стрельбы, чем M795, началась в 2001м году. В рамках этой программы были разработаны и испытаны два экспериментальных прототипа будущего снаряда.

### M795E1
Разработка велась с 2001 по 2003 год. За основу по размерам и по баллистике был взят кассетный снаряд с донным газогенератором M864. (то есть относительно  M795 увеличены радиус и длина оживала, а также длина цилиндрической части). Изначально предполагалось три модификации: с донным газогенератором, активно-реактивный, и активно-реактивный с донным генератором. Однако остановились на варианте с донным генератором. Который тоже был взят от M864. Масса взрывчатого вещества (тротил) уменьшилась с 10,8 кг у M795 до 10 кг. На испытаниях при стрельбе из гаубицы M198 снаряд  M795E1 показал дальность 29,6 км, однако недостаточную точность.

### M795E2
Разработка началась в 2008 году. В геометрию корпуса внесены изменения. Относительно корпуса M795E1 увеличен радиус и длина оживала, и уменьшена длина цилиндрической части снаряда. Взрывчатое вещество заменено на IMX-101. Доработан донный генератор. На испытаниях при стрельбе из гаубицы M198 снаряд  M795E2 показал дальность более 30 км.

#### XM1128
В 2011 году было принято решение о предсерийных испытаниях, и снаряд M795E2 получил индекс XM1128. В 2016 году взрывчатое вещество было заменено с IMX-101 на IMX-104.
В 2023 году началась подготовка к серийному производству снаряда. В частности, было выделено 240 миллионов долларов США на модернизацию Армейского завода боеприпасов в Скрантоне и открытие новых производственных мощностей в штате Техас для производства металлических частей снаряда.

## Описание
Снаряд соответствует стандарту НАТО STANAG-4425 и может применяться с любыми современными гаубицами калибра 155 мм. Снаряд имеет бо́льшую  (30 км против 22,5км) дальность стрельбы относительно своего предшественника - снаряда M795, что достигнуто благодаря более совершенной в плане аэродинамики форме и применению донного газогенератора.
Корпус снаряда состоит из двух частей: корпуса боевой части (вес 31, 75 кг) и корпуса газогенератора (вес 2,9 кг). Корпус боевой части кованный из высокофрагментируемой стали HF-1.  Для лучшего деления на осколки на внутренней поверхности корпуса имеются внутренние насечки, выполненные с помощью технологии литографической фрагментации (англ: Lithographic Fragmentation Technology (LFT)). В носовой части снаряда имеется резьбовое отверстие для ввинчивания взрывателя. При поставке с завода в это отверстие вкручивается пробка с рым-болтом, которая перед стрельбой выкручивается и заменяется взрывателем. Чтобы избежать разрыва корпуса при повышении давления в снаряде вследствие возгорания взрывчатого вещества (например, вследствие попадания в снаряд бронебойно-зажигательной пули), транспортировочная пробка-заглушка выполнена из плавящегося пластика.  При критическом повышении температуры оболочка промежуточного заряда и пробка плавятся, позволяя внутреннему давлению сбрасываться через отверстие для взрывателя. На хвостовую часть снаряда напрессован сварной ведущий поясок, изготовленный из латуни с содержанием 90% меди и 10% цинка. Ширина пояска позволяет вести стрельбу снарядом из орудий со стволом длиной до 52 калибров. За ведущим пояском ближе к донцу снаряда имеется пластиковый обтюратор. Ведущий поясок и пластиковый обтюратор идентичны тем, что используются на M795..  В хвостовой части снаряда имеется резьба для соединения с газогенератором. Корпус генератора изготовлен из стали 4340. Газогенератор аналогичен газогенератору кассетного снаряда M864. Предполагается что на первых серийных снарядах M1128 будут установлены газогенераторы, демонтированные с хранящихся на складах снарядов M864. В корпусе снаряда находится 10 кг взрывчатого вещества (ВВ) IMX-104. Напротив резьбового отверстия для взрывателя во взрывчатом веществе, заполняющем корпус, высверлено углубление, в которое вставлен дополнительный заряд из нечувствительного ВВ PBXN-9 в пластиковом корпусе (англ: "supplementary charge"), выравнивающий глубину отверстия до "нормальной". Если применяется взрыватель с короткой ввинчивающейся частью (56мм), дополнительный заряд остаётся на месте. При использовании взрывателя с длинной ввинчивающейся частью (124,7 мм), например, взрывателя с функцией коррекции курса M1156 PGK - дополнительный заряд вынимается.

## Стоимость
В 2023-м году стоимость одного снаряда M1128 составляет 4 000 долларов США.

## Взрыватели
Может применяться любой взрыватель, соответствующий стандарту STANAG 2916. Например:
- Взрыватели с короткой ввинчивающейся частью :
  - M739A1, M767, M767A1 и M782[7]
- Взрыватели с длинной ввинчивающейся частью:
  - Взрыватель с коррекцией курса M1156

## Метательные заряды
Снаряд  M795 относится к категории раздельно заряжаемых боеприпасов с модульными (зональными) метательными зарядами. То есть снаряд и метательные заряды заряжаются раздельно. Могут использоваться, например, стандартные метательные заряды НАТО, такие как M231, M232, M232A1/A2, M119A2 и M203A1.